# Нижний Сарабиль
Нижний Сарабиль (баш. Түбәнге Һарыбил) — деревня в Зианчуринском районе Республики Башкортостан Российской Федерации. Входит в состав Тазларовского сельсовета.

## География

### Географическое положение
Расстояние до:
- районного центра (Исянгулово): 18 км,
- центра сельсовета (Тазларово): 8 км,
- ближайшей ж/д станции (Саракташ): 82 км.

## Население
| 1939 | 1959 | 1970 | 1979 | 1989 | 2002 | 2009 |
| ---- | ---- | ---- | ---- | ---- | ---- | ---- |
| 410  | ↘223 | ↘142 | ↘90  | ↗137 | ↘121 | ↘101 |
| 2010 |      |      |      |      |      |      |
| ↘96  |      |      |      |      |      |      |

Национальный состав
Согласно переписи 2002 года, преобладающие национальности — башкиры (48 %), русские (45 %).